# Milou van Wijk
Milou van Wijk, née le 12 novembre 2004, est une nageuse néerlandaise spécialisée en nage libre.

## Biographie
Elle intègre l'équipe sénior lors des championnats du monde 2023 dans les relais 4 × 100 m nage libre féminin (6e en finale) et 4 × 100 m nage libre mixte (12e).
Lors des championnats du monde 2024, elle participe aux séries du relais 4 × 100 m nage libre féminin mais elle est remplacée par Marrit Steenbergen en finale ; le relais néerlandais remporte le titre en 3 min 36 s 61 mais van Wijk est médaillée comme relayeuse de série. Elle participe aux séries du relais 4 × 100 m nage libre mixte, se qualifie pour la finale mais échoue à la 6e place.
En juin 2025, elle remporte les deux titres individuels sur 50 m et 100 m nage libre aux championnats d'Europe U23 ainsi que le titre en 50 m nage libre par élimination. En juillet 2025, le relais néerlandais composé également de Giele, van Nunen et Steenbergen est médaillé de bronze en 4 × 100 m nage libre aux championnats du monde.

## Palmarès

### Championnats du monde

#### Grand bassin
- Championnats du monde 2024 à Doha (Qatar) : 
  -  Médaille d'or au titre du relais 4 × 100 m nage libre[3].
- Championnats du monde 2025 à Singapour
  -  Médaille de bronze de relais 4 × 100 m nage libre.